# Zatrephes trailii
Zatrephes trailii är en fjärilsart som beskrevs av Butler 1877. Zatrephes trailii ingår i släktet Zatrephes och familjen björnspinnare. Inga underarter finns listade i Catalogue of Life.